# Форгайм
Форгайм (нім. Forheim) — громада в Німеччині, знаходиться в землі Баварія. Підпорядковується адміністративному округу Швабія. Входить до складу району Донау-Ріс. Складова частина об'єднання громад Ріс.
Площа — 23,26 км2. Населення становить 544 ос. (станом на 31 грудня 2020).